# Rhodri Morgan

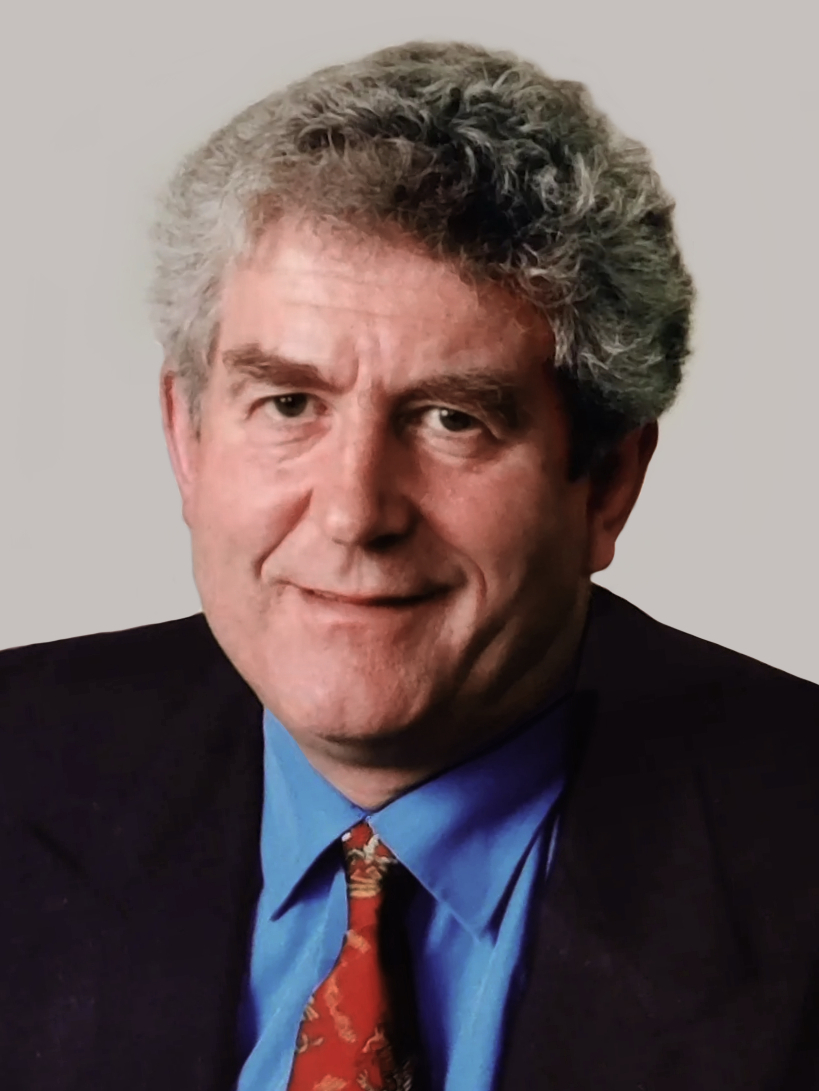
Rhodri Morgan (2001)

Hywel Rhodri Morgan (* 29. September 1939 in Cardiff, Wales; † 17. Mai 2017) war ein britischer Politiker der Labour Party. Er war von 2000 bis 2009 sowohl First Minister von Wales als auch Landesvorsitzender der walisischen Labour Party.

## Leben
Der Sohn von  T. J. Morgan erhielt seine Ausbildung an der Whitchurch Grammar School, am St John’s College (Oxford) und an der Harvard University. Er wurde für die Labour Party 1987 in das Britische Unterhaus gewählt. Zum First Minister wurde er am 16. Oktober 2000 ernannt. Am 1. Mai 2003 wurde Labour unter Morgans Führung Sieger der Wahlen zum walisischen Regionalparlament. Bei den Wahlen am 4. Mai 2007 konnte sich Labour als stärkste Partei behaupten, verlor aber Mandate und auch die Mehrheit im Parlament. Morgan führte daher ab 2007 eine Koalitionsregierung mit der links-regionalistischen Partei Plaid Cymru mit deren Vorsitzenden Ieuan Wyn Jones als Deputy First Minister.
Zwei Tage nach seinem 70. Geburtstag im September 2009 kündigte Morgan an, sich zum Dezember des Jahres von seinen Ämtern in Regierung und Partei zurückzuziehen. Um seine Nachfolge im Parteivorsitz bewarben sich drei Landesparlamentsabgeordnete: Huw Lewis, die walisische Gesundheit- und Sozialministerin Edwina Hart sowie der walisische Counsel General Carwyn Jones. Letzterer setzte sich am 1. Dezember 2009 in einer Parteiabstimmung durch und wurde nachfolgend am 9. Dezember auch zum neuen First Minister gewählt.